# Ланценкирхен
Ланценкирхен (нем. Lanzenkirchen) — ярмарочная коммуна (нем. Marktgemeinde) в Австрии, в федеральной земле Нижняя Австрия.
Входит в состав округа Винер-Нойштадт. Население составляет 3632 человека (на 31 декабря 2005 года). Занимает площадь 29,80 км². Официальный код — 32316.

## Политическая ситуация
Бургомистр коммуны — Рудольф Ничман (СДПА) по результатам выборов 2005 года.
Совет представителей коммуны (нем. Gemeinderat) состоит из 23 мест.
- СДПА занимает 12 мест.
- АНП занимает 11 мест.